# Яго Пикашу
Яго Глейбсон Соуза Лисбон (порт.-браз. Glaybson Yago Souza Lisboa; род. 5 июня 1992, Белен), более известный как Яго Пикашу (порт.-браз. Yago Pikachu) — бразильский футболист, полузащитник клуба «Форталеза».

## Биография
Яго — воспитанник клубов «Туно Лусо» и «Пайсанду». 3 июля 2012 года в матче против «Луверденсе» он дебютировал в бразильской Серии C, в составе последнего. 7 июля в поединке против «Гуарани Собрал» Пикашу забил свой первый гол за «Пайсанду». По итогам сезона он помог клубу выйти в Серию B, но через год команда вновь вылетела. В начале 2016 года Яго перешёл в «Васко да Гама». 31 января в матче Лиги Кариока против «Мадурейры» он дебютировал за основной состав. 16 июля в поединке против «Луверденсе» Пикашу забил свой первый гол за «Васко да Гама». В том же году Яго помог клубу выиграть Лигу Кариока и выйти в элиту. 14 мая 2017 года в матче против «Палмейрас» он дебютировал в бразильской Серии A. В 2018 году в матчах Кубка Либертадорес против чилийского «Универсидад де Консепсьон» и боливийского «Хорхе Вильстерманн» он забил три гола.

## Достижения
- Чемпион штата Рио-де-Жанейро (1): 2016
- Чемпион штата Сеара (1): 2021
- Чемпион штата Пара (1): 2012/13